# 藤田善導寺
善導寺（ぜんどうじ）は、埼玉県大里郡寄居町にある浄土宗の寺院
「藤田善導寺」とも標榜し、1155年〜1590年に武蔵国に栄えた豪族の藤田氏の菩提寺として1297年に藤田持阿良心上人により創建された。
別名は藤田道場、藤田の檀林。
1629年作の百人一首画が本堂の天井を埋めるように鮮やかに保存されている。
北関東の覇権を握った鉢形城主の北条氏邦と養父の藤田康邦らも帰依して栄えたが、1590年の豊臣秀吉による小田原征伐により破壊され、藤田氏による武蔵国北部での隆盛は終焉を迎えたが、川越の照蓮社寂誉遵道上人によって再興され、1750年に現在の本堂が再建された。
県に登録された宗教法人名、本堂の扁額表記は「善導寺」である。

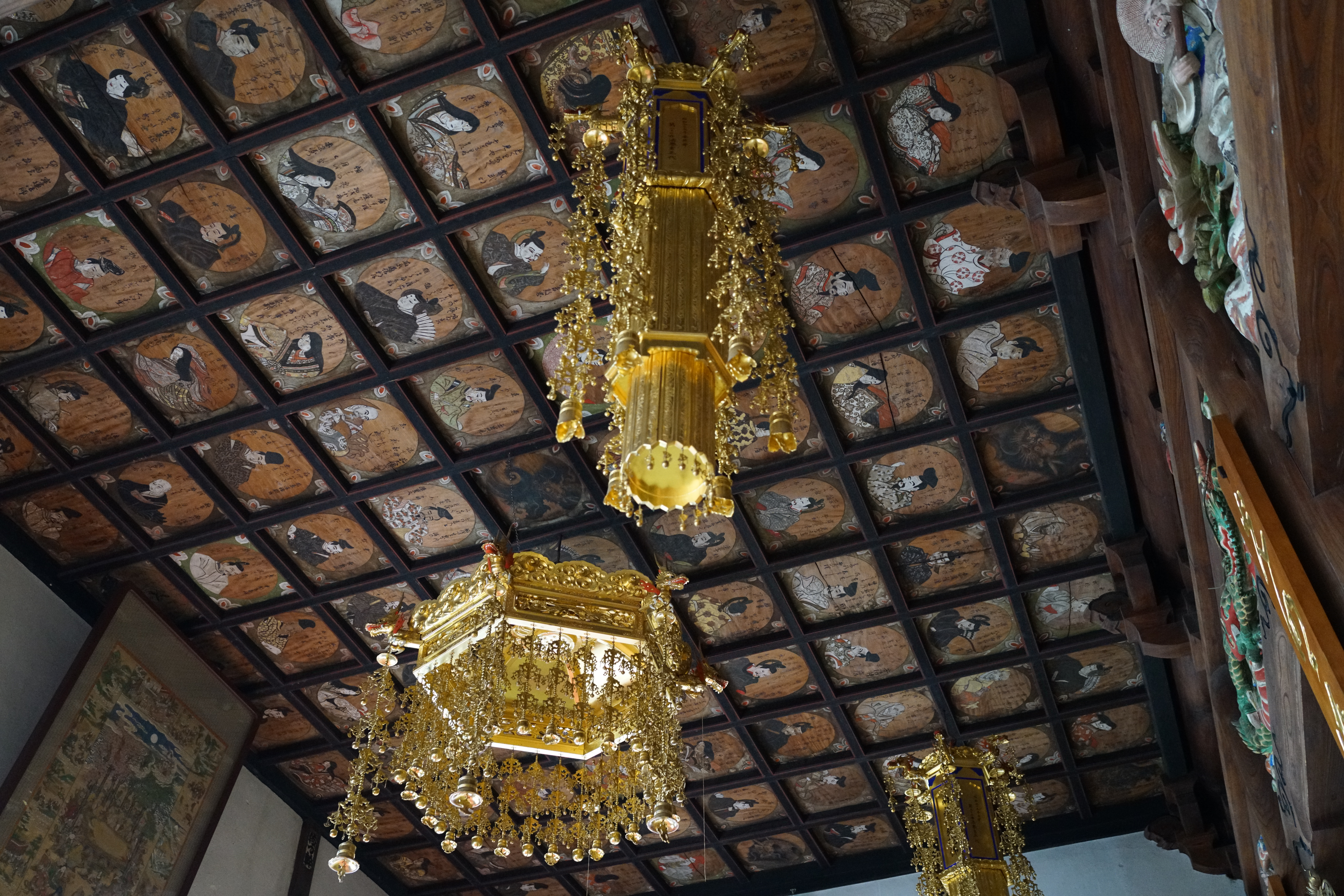
百人一首画格天井
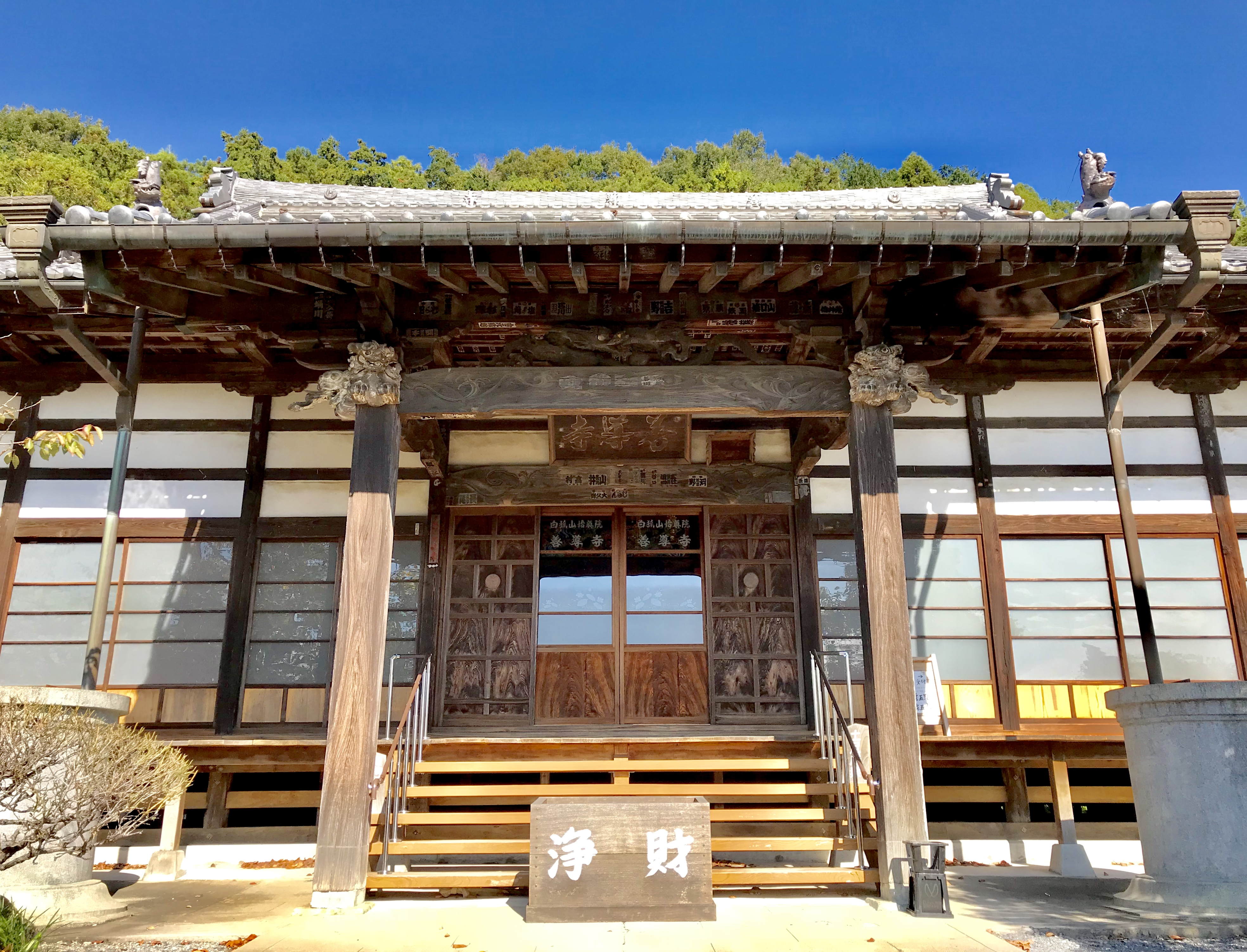
本堂の近景
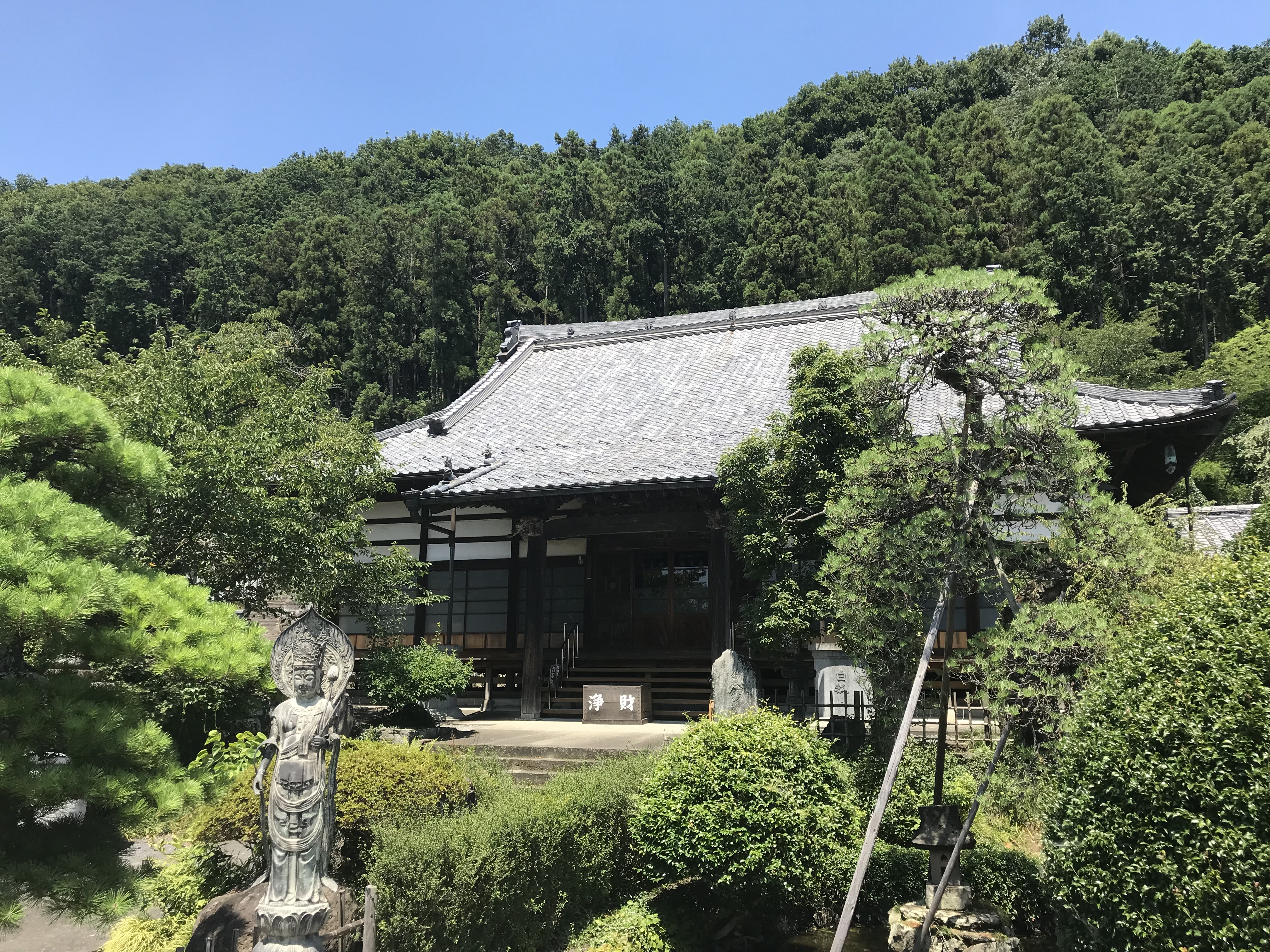
本堂の遠景